# عندما يكون الجو جيدا
عندما يكون الطقس جيدًا  ( (الكورية: 날씨가 좋으면 찾아가겠어요؛ ر.ك.م.: Nalssiga Joeumyeon Chajagagesseoyo) سأذهب إليك عندما يكون الطقس جيدًا ) هو مسلسل تلفزيوني كوري جنوبي 2020 بطولة سو كانغ جون وباك من يونغ . استنادًا إلى رواية صدرت عام 2018 تحمل نفس الاسم من تأليف لي دو وو ، تم بثه على JTBC في الفترة من 24 فبراير إلى 21 أبريل 2020.

## ملخص
بعد سلسلة من الأحداث المؤسفة ، تركت عازفة التشيلو موك هاي وون ( بارك مين يونغ ) وظيفتها في سيول وعادت إلى قرية بوكهيون ، في مقاطعة غانغوون ، حيث عاشت لفترة وجيزة عندما كانت في المدرسة الثانوية. هناك ، تلتقي مجددًا بزميلها السابق وجارها ، إم إيون سيوب ( سيو كانغ جون ) الذي يمتلك مكتبة الآن. في فصل الشتاء البارد، في محاولة للهروب من واقع الحياة القاسي والمرير، يجد كلاهما الدفء في بعضهما البعض بما يكفي لإذابة قلوبهما المجمدة لوقت طويل. معًا يشفون من جروح الماضي ويقعون في الحب في النهاية.

## طاقم التمثيل

### الأساسي
- سو كانغ جون بدور ايم اينسوب / كيم جين هو ، صاحب مكتبة.
  - أوك تشان يو في دور جين هو الصغير
- بارك مين يونغ في دور موك هاي وون ("إيرين") ، مدرسة تشيلو عاطلة عن العمل.[4]
  - بارك سيو كيونغ في دور هاي وون الصغيرة.

### الثانوي

#### عائلة هاي وون
- مون جيونغهي في دور شيم ميونغ يو ، عمة هاي وون ، كاتبة وصاحبة نزل.[5]
  - كيم هونغ بن في دور ميونغ يو الصغيرة.
- لي يونغ ران في دور يوون هاي جا ، جدة هاي وون ، أسست النزل.
- جين هي كيونغ في دور شيم ميونغ جو ، والدة هاي وون.[6]
  - جيون يوو ريم في دور ميونغ جو الصغيرة.
- سيو تي هوا بدور موك جوو هونغ ، والد هاي وون.

#### عائلة اون سيوب
- كيم هوان هي بدور ايم هوي ، أخت أون سيوب الصغيرة بالتبني.[7]
- نام غيي في دور يوون يوجونغ ، والدة أون سيوب بالتبني.[8]
- كانغ شين إيل في دور إم جونغ بيل ، والد أون سيوب بالتبني.[6]
- كانغ جين هوي بدور كيم غيل ، والد أون سيوب.
- كانغ جين هوي بدور كيم غيل دونغ ، عم أون سيوب.

## روابط خارجية
- الموقع الرسمي
- عندما يكون الجو جيدا على موقع IMDb (الإنجليزية)
- عندما يكون الجو جيدا على موقع نتفليكس (الإنجليزية)
- عندما يكون الجو جيدا على موقع ليتربوكسد (الإنجليزية)
- عندما يكون الجو جيدا على موقع كينوبويسك (الروسية)
- عندما يكون الجو جيدا على موقع قاعدة بيانات الفيلم (الإنجليزية)